# Rez Abbasi
Rez Abbasi (* 27. srpna 1965) je pákistánský kytarista a hudební skladatel.
Narodil se v Karáčí a ve svých čtyřech letech se s rodiči přestěhoval do Los Angeles. Studoval nejprve na místní universitě Jižní Kalifornie a později na newyorské Manhattan School of Music. Ve studiích pokračoval i během své návštěvy Indie, kde jej vyučoval perkusionista Alla Rakha. Roku 1987 se natrvalo usadil v New Yorku.
Své první album nazvané Third Ear vydal v roce 1991 a v následujících letech vydal řadu dalších nahrávek. Ve své jazzové hudbě často využívá prvky vzešlé z jihoasijské hudby. Během své kariéry spolupracoval i s dalšími hudebníky, mezi které patří například Dave Liebman, Travis Sullivan nebo Rudresh Mahanthappa. Jeho manželkou je zpěvačka Kiran Ahluwalia.